# Jurama
Jurama é um distrito do município de Vila Valério, no Espírito Santo. O distrito possui  cerca de 4 000 habitantes e está situado na região norte do município.